# Tatiana Nikolaïevna de Russie
La grande-duchesse Tatiana Nikolaïevna de Russie (en russe : Татьяна Николаевна Романова), née le 10 juin 1897 (29 mai du calendrier julien) à Peterhof et assassinée le 17 juillet 1918 à Iekaterinbourg, est un membre de la famille impériale de Russie. Elle est la deuxième fille de l'empereur Nicolas II et de l'impératrice Alexandra Feodorovna.

## Biographie

### Enfance

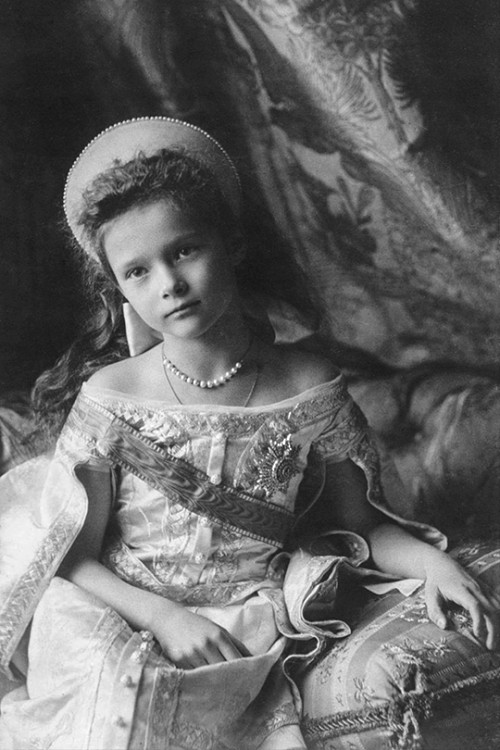
La grande-duchesse Tatiana en 1904.

La grande-duchesse Tatiana est née le 10 juin 1897 au palais de Peterhof. C'est la seconde fille du tsar Nicolas II et de l'impératrice Alexandra Feodorovna. Elle pèse 3,9 kg à la naissance et le Dr Ott doit utiliser des forceps. Lorsqu'elle reprend conscience après l'accouchement, Alexandra voit les « visages anxieux et troublés » autour d'elle et pleure : « Mon Dieu, c'est encore une fille. Que dira la nation, que dira la nation ? ». Le grand-duc Constantin Constantinovitch écrit que « tout le monde était très déçu car ils espéraient avoir un fils ». Le grand-duc Georges Alexandrovitch, le frère cadet de Nicolas, lui déclare : « Je me préparais déjà à prendre ma retraite, mais ce ne sera pas le cas. ». Sous les lois pauliniennes, le trône impérial de Russie ne peut en effet pas être transmis à une femme à moins que toutes la lignée masculine légitime ne disparaisse. En tant que tel, l'héritier de Nicolas est donc son frère Georges, tant qu'il n'a pas de fils. Tatiana a une sœur aînée, la grande-duchesse Olga Nikolaïevna, deux sœurs cadettes, les grandes-duchesses Maria et Anastasia Nikolaïevna et un frère, le tsarévitch Alexis.
Le grand-duc Constantin Constantinovitch, écrit dans son journal le 29 mai 1897 que le tsar aime l'idée de nommer ses filles Olga et Tatiana, tout comme les sœurs du célèbre roman Eugène Onéguine d'Alexandre Pouchkine. Ses amis, sa famille et les domestiques l'appelle par son prénom et patronyme, ou par ses surnoms « Tanya », « Tatia », « Tatianotchka » ou « Tanouchka », plutôt que par son titre,. D'après un récit, Tatiana, habituée à se faire appeler par son prénom, est déconcertée lorsque la baronne Sophie Buxhoeveden l'appelle « Votre altesse impériale », alors qu'elle est à la tête d'une réunion de charité. Elle lui aurait donné un coup de pied par-dessous la table en lui disant : « Êtes-vous folle de m'appeler ainsi ? ». Tatiana est surnommée « la Gouvernante » du fait de son caractère déterminé et quelque peu autoritaire.
Tatiana est grande et mince, avec le teint foncé, des cheveux auburn et les yeux bleu-gris. Ses contemporains la décrivent comme une jeune fille élégante et elle est considérée comme la plus belle des filles du tsar par de nombreux courtisans,,. Plusieurs de ses contemporains voient une ressemblance entre Tatiana et sa mère au même âge. « Tatiana est un peu plus grande qu'Olga, plus délicate et svelte, son visage est long et son apparence est plus aristocrate, ses cheveux sont plus foncés que ceux de sa sœur aînée, mais son sourire n'est pas aussi joli ».
Tout comme ses frère et sœurs, Tatiana est élevée dans une relative solitude à l'écart de la cour avec un certain sens de l'austérité. Elle et ses sœurs dorment sur des lits de camp, prennent des bains froids le matin, et, quand elles ont le temps, font du tricot et de la broderie. Elles font ensuite don de leur travail à des associations caritatives. La grande-duchesse possède une forte connexion spirituelle avec sa mère et est également sa fille préférée. Tatiana et sa sœur aînée, Olga, sont surnommées « la grande paire » dans la famille. À l'instar de leurs deux jeunes sœurs, les deux filles partagent la même chambre à coucher et sont très proches l'une de l'autre.
Au cours du printemps de l'année 1901, Olga attrape la fièvre typhoïde et est mise en quarantaine à la nursery pendant plusieurs jours, loin des autres occupants. Lorsqu'elle commence à se rétablir, Tatiana reçoit la permission de rendre visite à sa sœur pendant cinq minutes, mais n'est pas capable de la reconnaître. Sa gouvernante, Margaretta Eagar, la persuade que la petite fille qu'elle venait de voir est bien sa sœur. Tatiana pleure alors et proteste que cette petite fille mince et pâle ne peut être sa sœur aînée. Son précepteur suisse, Pierre Gilliard, écrit que les deux sœurs se « préoccupaient énormément l'une de l'autre ».

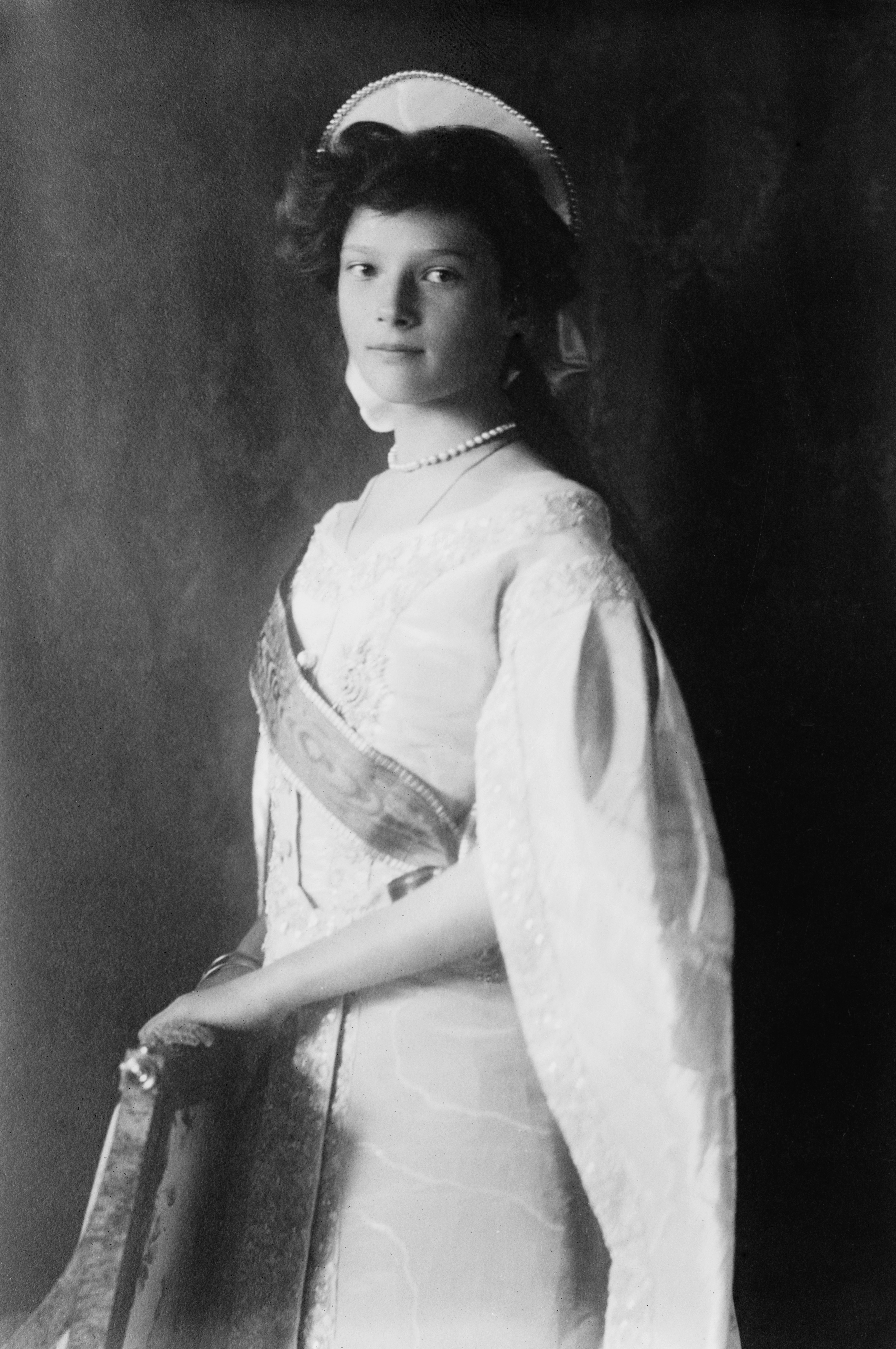
La grande-duchesse Tatiana en 1910.

Pierre Gilliard écrit aussi que Tatiana est une jeune fille « équilibrée », mais moins ouverte et spontanée qu'Olga. Elle a aussi moins de capacités intellectuelles que sa sœur aînée, mais travaille plus dur et a beaucoup plus de projets que celle-ci. Le colonel Kobylinsky, gardien de la famille impériale pendant leur détention à Tsarkoïe-Selo et à Tobolsk, estime que Tatiana « n'avait aucun goût pour l'art » et que « peut-être il aurait été préférable pour elle d'avoir été un homme ». D'autres estiment que Tatiana a plus de talent pour s'habiller et pour se coiffer. Anna Vyroubova, amie intime de l'impératrice, écrit que Tatiana a un grand talent pour la couture, la broderie et le crochet et qu'elle coiffe sa mère mieux que n'importe quel coiffeur professionnel.
Tatiana, tout comme sa mère, est profondément croyante et lit souvent les Saintes Écritures. Elle étudie également des ouvrages de théologie et se penche souvent sur le sens profond de concepts tels que « le bien et le mal, la tristesse et le pardon, la destinée de l'homme sur la terre », etc. Elle décide que l'« on a raison de lutter, parce que le retour du Bien est mal préparé, et que le mal règne ». A. A. Mosolov, un officier de la Cour, dit que la nature réservée de Tatiana lui donne un caractère « difficile », mais avec plus de profondeur spirituelle que sa sœur Olga. Son précepteur anglais, Sydney Gibbes, devenu plus tard prêtre orthodoxe russe, n'est pas d'accord avec cela, et estime que pour Tatiana, la religion est plus un devoir que quelque chose qu'elle ressent dans son cœur.

### Relations avec Grigori Raspoutine

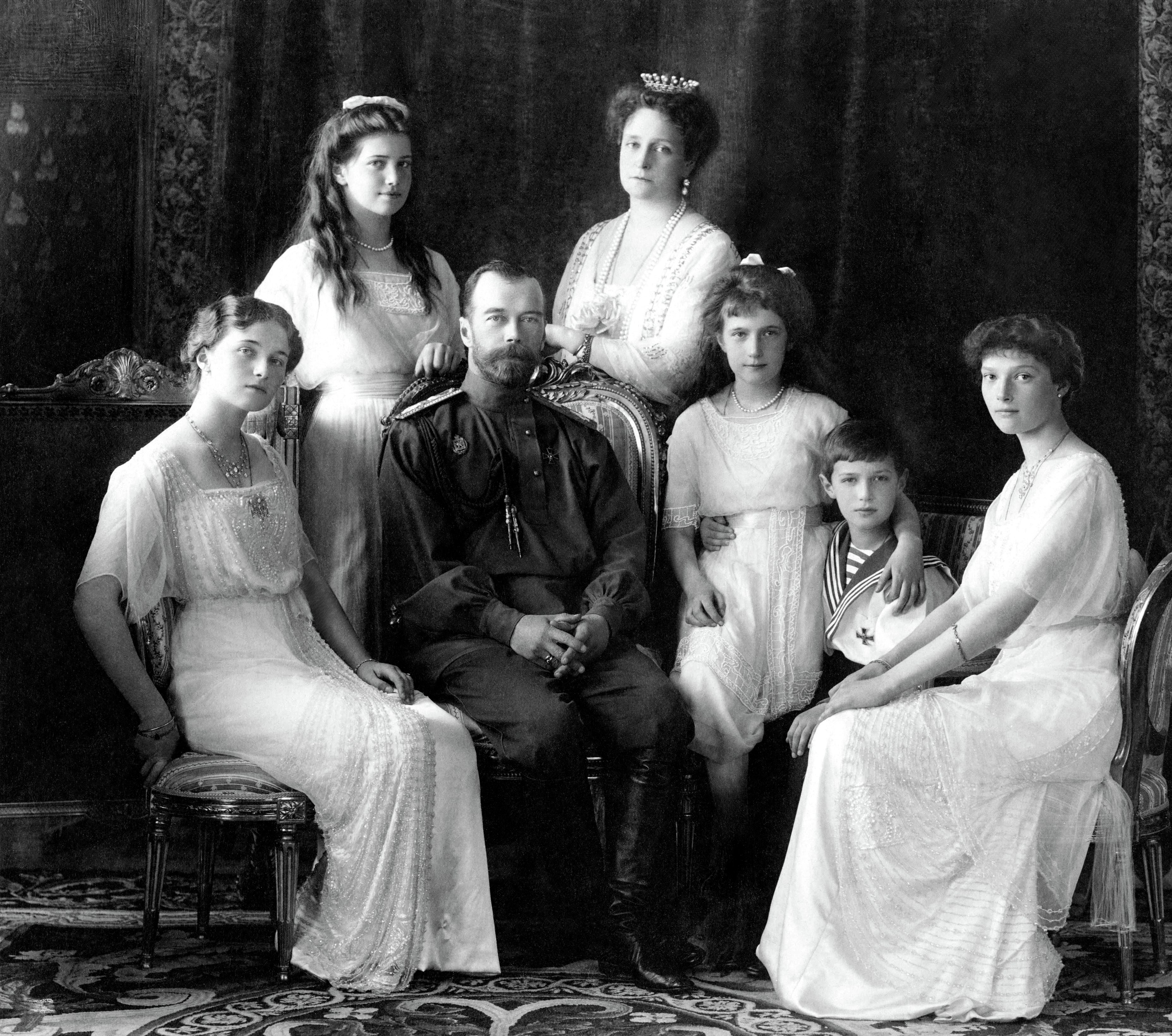
La famille impériale de Russie vers 1913.

Tatiana, comme tous les membres de la famille impériale, souffre de voir le jeune héritier Alexis sujet à de violentes crises d'hémophilie qui manquent de lui faire perdre la vie à de nombreuses reprises. Tatiana, tout comme ses trois sœurs, est potentiellement porteuse du gène de l'hémophilie, transmis par leur mère qui l'a hérité de sa grand-mère, la reine Victoria du Royaume-Uni. Maria, sœur cadette de Tatiana, aurait eu une hémorragie, selon la sœur de Nicolas, la grande-duchesse Olga Alexandrovna, en décembre 1914 lors d'une opération pour lui enlever les amygdales. Le médecin qui l'opère est tellement nerveux que l'impératrice doit l'obliger à continuer l'opération. D'après la grande-duchesse Olga Alexandrovna, ses quatre nièces saignent plus que la normale et elle pense qu'elles sont, tout comme leur mère, porteuses du gène de l'hémophilie. En effet, les porteurs du gène de l'hémophilie, même s'ils ne sont pas eux-mêmes hémophiles, peuvent présenter une partie des symptômes de cette maladie.
La tsarine, désespérée par la maladie de son fils, demande conseil à Grigori Raspoutine, un paysan russe et starets ou « saint homme », qui réussit d'ailleurs à sauver la vie du tsarévitch plusieurs fois. Tatiana et ses frère et sœurs deviennent alors devenus proches du starets, qu'ils surnomment « notre ami » et se confient parfois à lui. À l'automne 1907, la grande duchesse Olga Alexandrovna se fait escorter par son frère l'empereur à la nursery pour rencontrer Raspoutine. La grande-duchesse se rappelle que les enfants sont en chemises de nuit et sont à l'aise en présence de Raspoutine. L'amitié qu'éprouve Raspoutine pour les enfants impériaux est aussi évidente dans les lettres qu'il leur envoie. En février 1909, Raspoutine envoie un télégramme adressé aux enfants impériaux qui dit : « Aimez la nature que Dieu a créée, l'ensemble de sa création, en particulier cette terre. La mère de Dieu est toujours occupée avec des fleurs et des aiguilles ». À onze ans, Tatiana écrit une lettre demandant à Raspoutine de lui rendre visite en lui disant comme il est difficile de voir sa mère malade. « Mais vous savez, parce que vous savez tout », écrit-elle.
Toutefois, l'une de leur gouvernante, Sophie Ivanovna Tioutcheva, est horrifiée que Raspoutine soit autorisé à accéder à la chambre des jeunes filles pendant qu'elles y dorment. Les relations entre les grandes-duchesses et Raspoutine sont innocentes à tout point de vue, mais l'empereur demande à Raspoutine de ne plus recommencer. La jeune Tatiana est consciente de la tension qui règne dans la pièce au moment où la gouvernante voit Raspoutine pénétrer dans sa chambre, et dit même à sa mère ce qu'a fait sa nourrice : « Je suis tellement effrayée que S.I (Sophie Ivanovna) puisse dire quelque chose de mal à propos de notre ami ». Le 8 mars 1910, Tatiana écrit à sa mère, « J'espère que notre gouvernante sera plus agréable avec notre ami maintenant ». Sophie Ivanovna Tioutcheva est finalement congédiée.
Sophie Ivanovna raconte son histoire aux autres membres de la famille et la sœur du tsar, la grande-duchesse Xenia, est horrifiée. Le 15 mars 1910, elle écrit dans son journal qu'elle n'arrive pas à comprendre que la famille impériale puisse considérer Raspoutine comme « presque saint », alors qu'Sophie Ivanovnaa Tioutcheva lui a dit que le starets a rendu visite aux grandes-duchesses Olga et Tatiana dans leur chambre, au moment où elles se préparaient à aller au lit. Il leur a parlé et leur a donné une « caresse ». Les filles cachent sa présence à leurs gouvernantes et sont effrayées de leur parler de Raspoutine. Maria Ivanovna Vichniakova, une autre gouvernante des enfants impériaux, est au début dévouée envers Raspoutine, mais plus tard elle est déçue par lui. Elle affirme même avoir été violée par lui en 1910. L'impératrice refuse de la croire et Maria Vichniakova raconte tout aux enquêteurs, affirmant que Raspoutine n'est pas un saint. La tsarine assure à la grande-duchesse Olga Alexandrovna qu'elle a immédiatement demandé une enquête, mais « ils ont surpris la jeune femme au lit avec un cosaque de la Garde impériale ». Maria Vichniakova est renvoyée en 1913.

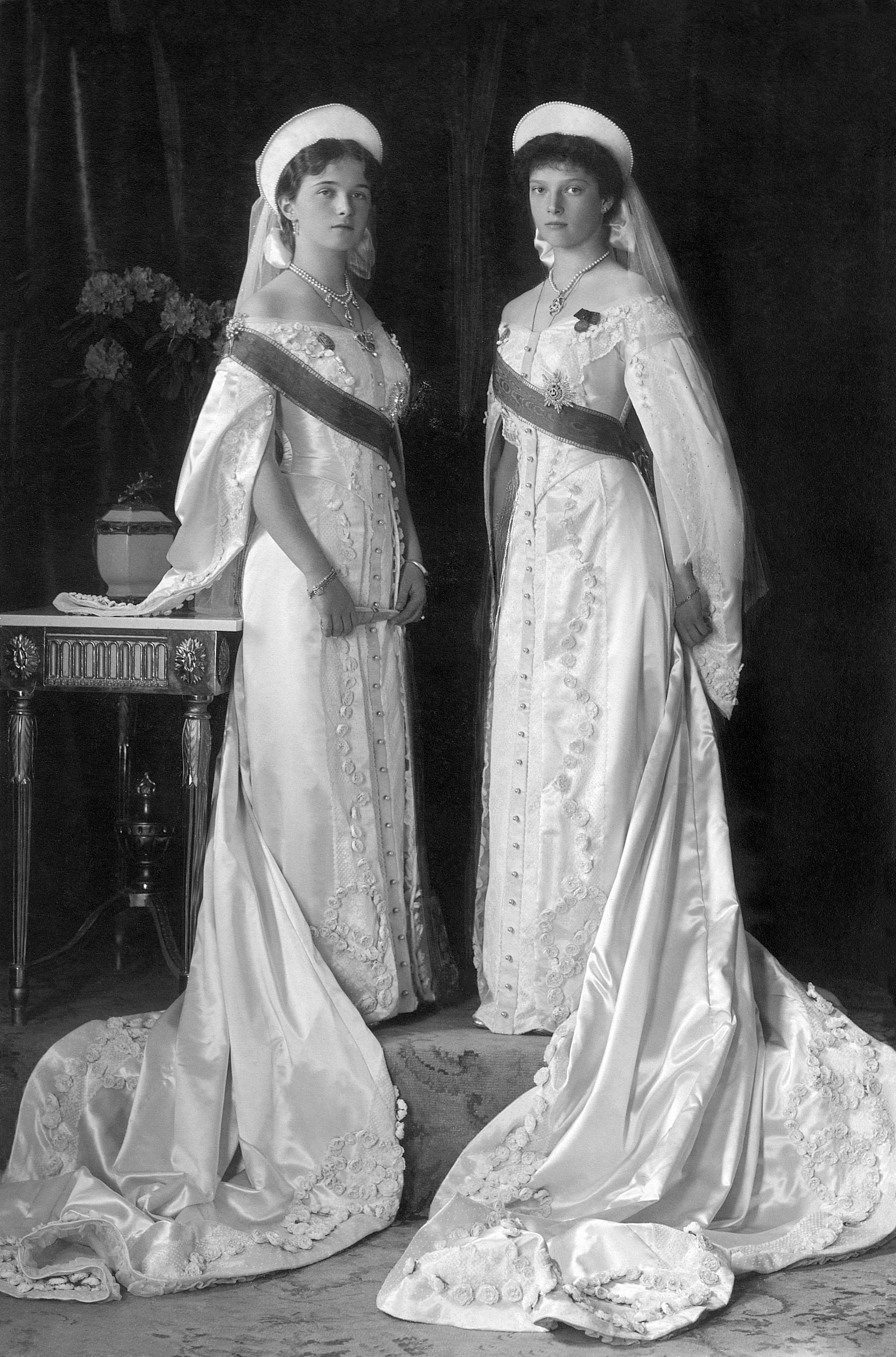
Les grandes-duchesses Olga et Tatiana en 1913.

Il est insinué dans la haute-société que Raspoutine aurait non seulement séduit la tsarine, mais aussi les quatre grandes-duchesses,. Au grand dam d'Alexandra, Nicolas II ordonne à Raspoutine de quitter Saint-Pétersbourg pendant un certain temps. Raspoutine se rend alors en pèlerinage en Terre Sainte. L'amitié de la famille impériale envers Raspoutine dure jusqu'à l'assassinat de celui-ci en 1916. Des rumeurs infondée circulent sur le fait que Tatiana aurait été présente lors du meurtre de Raspoutine le 17 décembre 1916, « déguisée en lieutenant, afin de se venger de Raspoutine qui avait tenté de la violer ». On aurait aussi dit que Raspoutine a été castré devant Tatiana, écrit dans ses Mémoires Maurice Paléologue, l'ambassadeur de France en Russie, scandalisé par ces calomnies. Paléologue est horrifié par ces rumeurs, les attribuant à la haine que la population éprouve envers le prétendu starets. Dans ses Mémoires, A. A. Mordvinov indique que les quatre grandes-duchesses semblent « terriblement abattues et visiblement bouleversées » par le décès de Raspoutine. Mordinov signale que les jeunes filles sont tristes et qu'elles se rendent compte du contexte politique qui est sur le point de se déclencher. Tatiana assiste aux funérailles de Raspoutine, le 21 décembre 1916. Il est enterré avec une icône signée au verso par Tatiana, sa mère et ses sœurs.
Tatiana écrit dans un carnet les paroles de Raspoutine, inspirées de la célèbre Épître de saint Paul : « La charité est lumière et n'a pas de fin. La charité est une grande souffrance. Elle ne mange pas, elle ne dort pas. Elle est mélangée à parts égales avec le péché. Et pourtant il est mieux d'aimer. En amour on peut se tromper. Si l'amour est fort, les amants sont heureux. La nature elle-même et le Seigneur leur donnent du bonheur. On peut demander au Seigneur de nous apprendre à aimer la lumière, de sorte que l'amour ne soit pas tourmenté, mais joyeux... ».

### Première Guerre mondiale

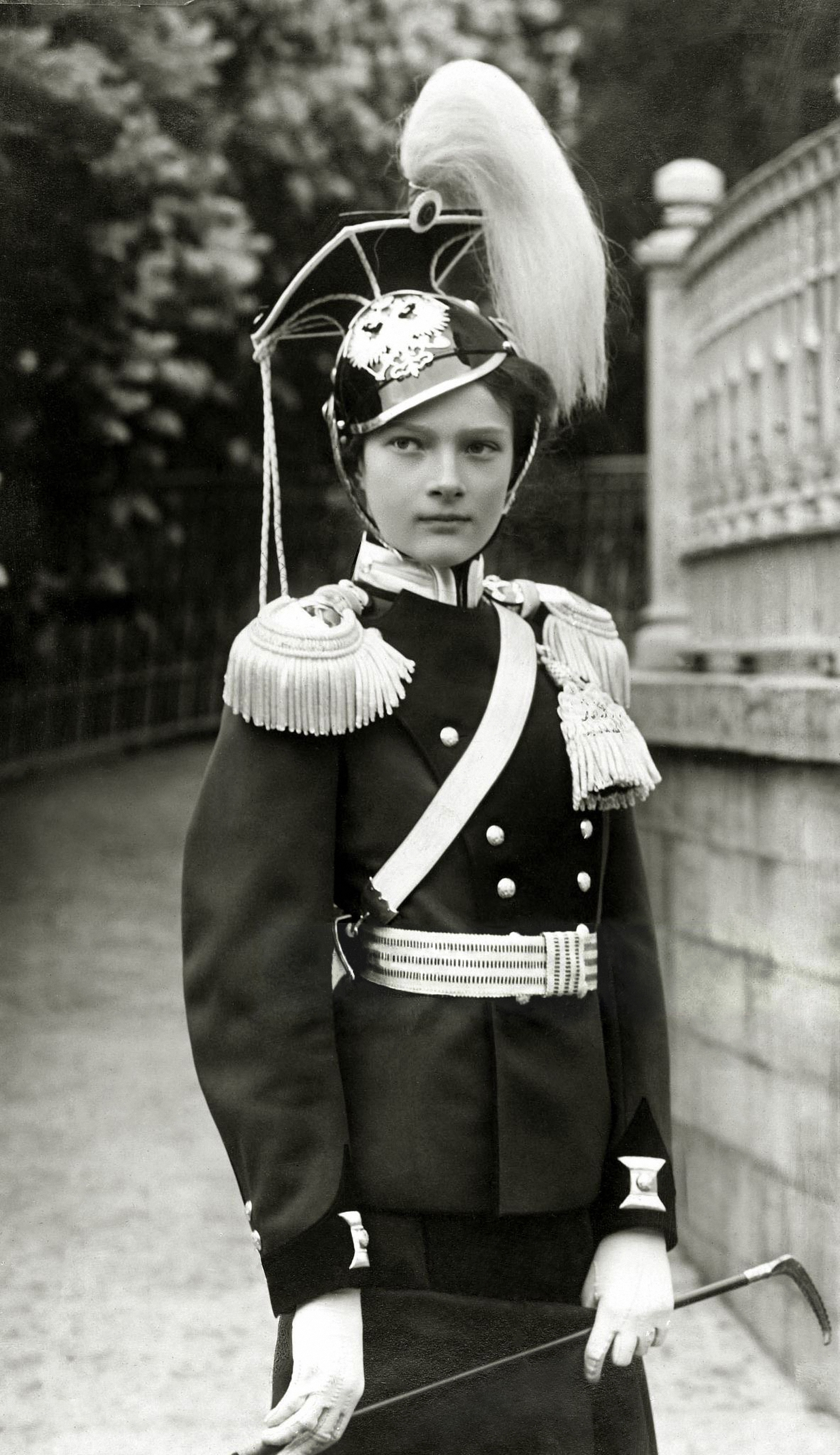
La grande-duchesse Tatiana en uniforme, en 1912.

Au début de son adolescence, Tatiana se voit assigner un régiment de soldats, les hussards du régiment Vosnessensky, avec le rang honorifique de colonel. Tatiana et Olga, qui a également son propre régiment, veulent souvent sortir inspecter les soldats ; cela les rend très heureuses. Quand elle a presque quatorze ans, un jour qu'elle est malade, Tatiana supplie sa mère de lui donner la permission de sortir du lit à temps pour assister à l'inspection de la seconde Division, pour voir un officier dont elle est tombée amoureuse : « Je voudrais vraiment aller voir la revue de la seconde Division, je suis la deuxième de vos filles et, Olga ayant été à celle de la première, c'est mon tour » écrit-t-elle à Alexandra le 20 avril 1911, « Oui, maman, en plus dans la deuxième division je dois voir vous savez qui... ».
Même si elle est satisfaite de la compagnie des officiers qu'elle rencontre, la jeune Tatiana est parfois choquée de leur comportement. Par exemple un jour, un groupe d'officiers, à bord du yacht impérial, offre à Olga à l'occasion de sa fête un portrait découpé dans un journal représentant un nu de Michel-Ange. « Olga a ri », écrit Tatiana le jour de ses quatorze ans à sa tante Olga Alexandrovna, « Et pas un des officiers ne tient à confesser ce qu'il a fait ».
À l'âge de quatorze ans, Tatiana connaît sa première scène de violence le soir où elle assiste à l'assassinat du premier ministre, Piotr Stolypine, à une représentation à l'opéra de Kiev. Tatiana et sa grande sœur Olga assistent à la fusillade, du balcon impérial avec leur père. Nicolas II écrit à sa mère, l'impératrice douairière Marie Feodorovna, le 10 septembre 1911, que l'événement a bouleversé ses deux filles. Tatiana pleure énormément et a du mal à s'endormir cette nuit-là.
Quelques années plus tard, lorsque la Première Guerre mondiale éclate, Tatiana, formée par la chirurgienne Vera Gedroitz, devient infirmière à l'hôpital aménagé au Palais d'hiver de Saint-Pétersbourg, avec sa mère et sa sœur Olga. Selon Anna Vyroubova, « Tatiana était presque aussi habile et dévouée que sa mère, et ne se plaignait que très rarement ». Tatiana est aussi très patriote et doit présenter des excuses à sa mère dans une lettre, le 29 octobre 1914, pour avoir critiqué les Allemands en présence de la tsarine. Elle explique qu'elle a oublié que sa mère est née en Allemagne et qu'elle pense toujours que sa mère est uniquement russe. L'impératrice répond à cela que Tatiana ne l'a pas du tout blessée car elle se sent parfaitement russe, mais qu'elle est profondément blessée par le peuple qui ne la voit qu'en Allemande.

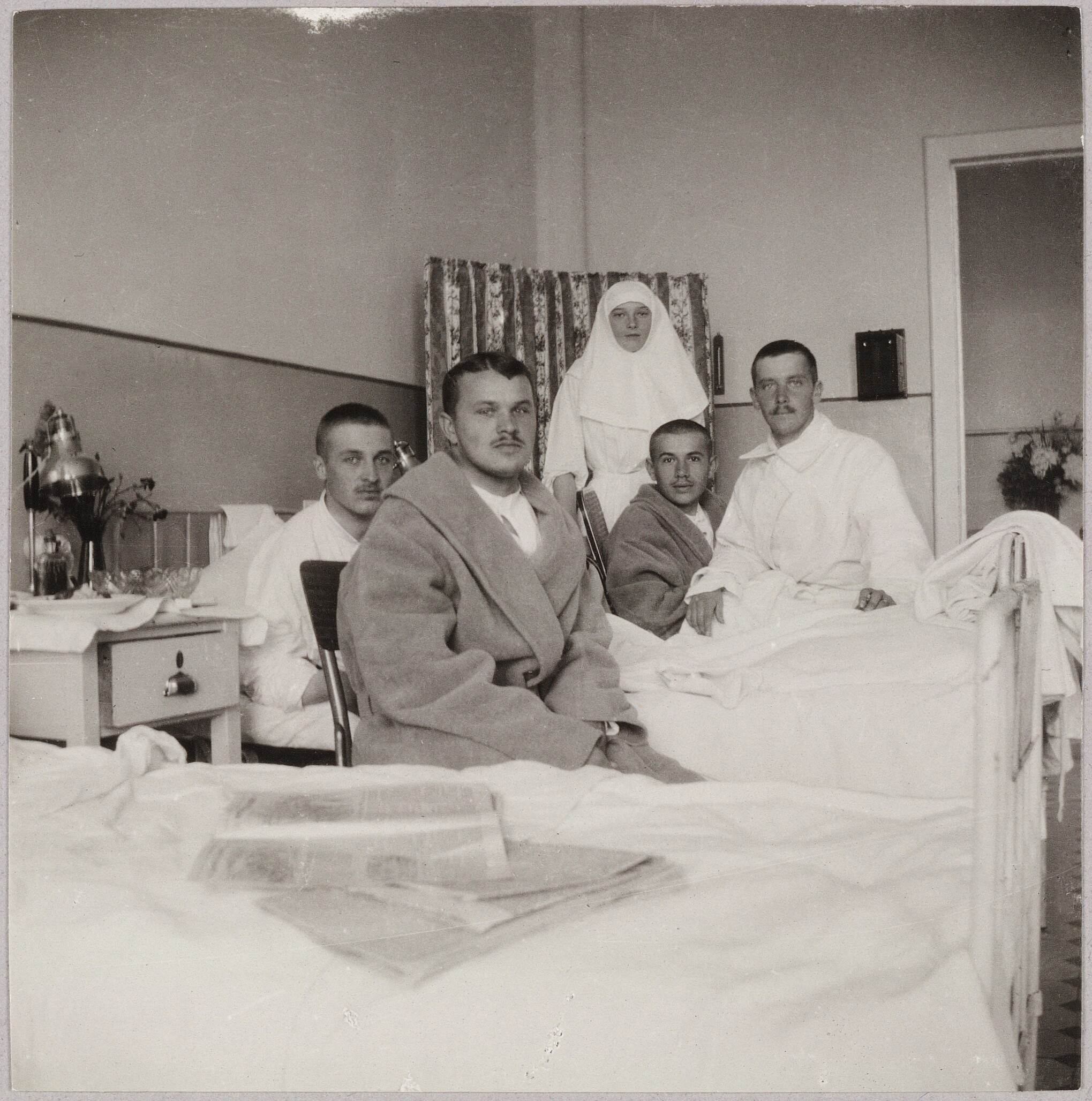
La grande-duchesse Tatiana avec Dmitri Malama et des soldats blessés en 1914.

Le 15 août 1915, Tatiana écrit à sa mère une lettre exprimant son désir de l'aider dans ses œuvres de bienfaisance liées à la guerre : « Je ne peux pas vous dire combien je suis terriblement désolée pour vous, mes parents adorés. Je suis désolée de ne pas pouvoir vous être utile. Je suis désolée de ne pas être un homme ». Depuis que Tatiana est devenue adulte, elle apparaît plus en public que ses sœurs. Anna Vyroubova écrit qu'elle est devenue plus connue que ses trois sœurs grâce à sa capacité à engager la conversation. Dans leurs mémoires, Anna Vyroubova et la comtesse Lili Dehn se rappellent que Tatiana est la grande-duchesse la plus sociable et qu'elle aspire à avoir des amis de son âge ; mais sa vie en société est restreinte à cause de son rang et du dégoût de sa mère vis-à-vis de la haute société de Saint-Pétersbourg. Elle a aussi un côté plus introspectif, connu uniquement de ses amis les plus proches et de sa famille : 
« Tatiana, comme sa mère, était timide et réservée et cela lui donnait une impression de fierté, mais, une fois que vous aviez acquis son affection, cette réserve disparaissait et on pouvait alors voir la vraie Tatiana », explique la comtesse von Dehn, « elle était de nature très poétique, toujours tendue vers l'idéal, et rêvait de grandes amitiés ».
Valentina Tchebotareva, qui voit grandir la « belle » Tatiana comme une mère, décrit la nervosité de la grande-duchesse, alors qu'elle doit diriger un groupe d'infirmières. « Je suis tellement embarrassée et effrayée, je ne sais pas qui je dois saluer et qui je ne dois pas », dit Tatiana a Valentina Tchebotareva. Le manque de formalisme de Tatiana marque également le fils de Valentina Tchebotareva, Grigori. En effet, un jour, Tatiana téléphone à Valentina Tchebotareva à son domicile, et tombe sur le fils de celle-ci, âgé alors de seize ans. Il se présente par son surnom, Gricha, et la grande-duchesse lui dit qu'elle est Tania. Il ne réalise pas alors qui elle est et lui demanda son nom complet et elle lui répond, « Tatiana Nikolaïevna ». Quand il lui demand de répéter, ne sachant toujours pas qu'il parle à une Romanov, Tatiana omet de préciser son titre impérial de grande-duchesse, mais répond qu'elle est « la deuxième sœur Romanov ».
Une autre fois, pendant la guerre, la dame de compagnie qui raccompagne les grandes-duchesses d'habitude de l'hôpital est obligée de partir plus tôt et leur envoie une voiture, sans accompagnateur. Tatiana et Olga décident alors d'aller faire des courses en ville pour la première fois de leur vie. Elles demandent au chauffeur de s'arrêter près d'un magasin où elles entrent. Personne ne les reconnaît à cause de leurs uniformes d'infirmières. Elles reviennent sans rien avoir acheté, parce qu'elles ont réalisé qu'elles n'avaient pas d'argent sur elles et que même si elles en avaient eu, elles n'auraient pas su comment le dépenser. Le lendemain, elles demandent à Valentina Tchebotareva comment s'y prendre pour faire des achats.

### Perspectives de mariage et romances

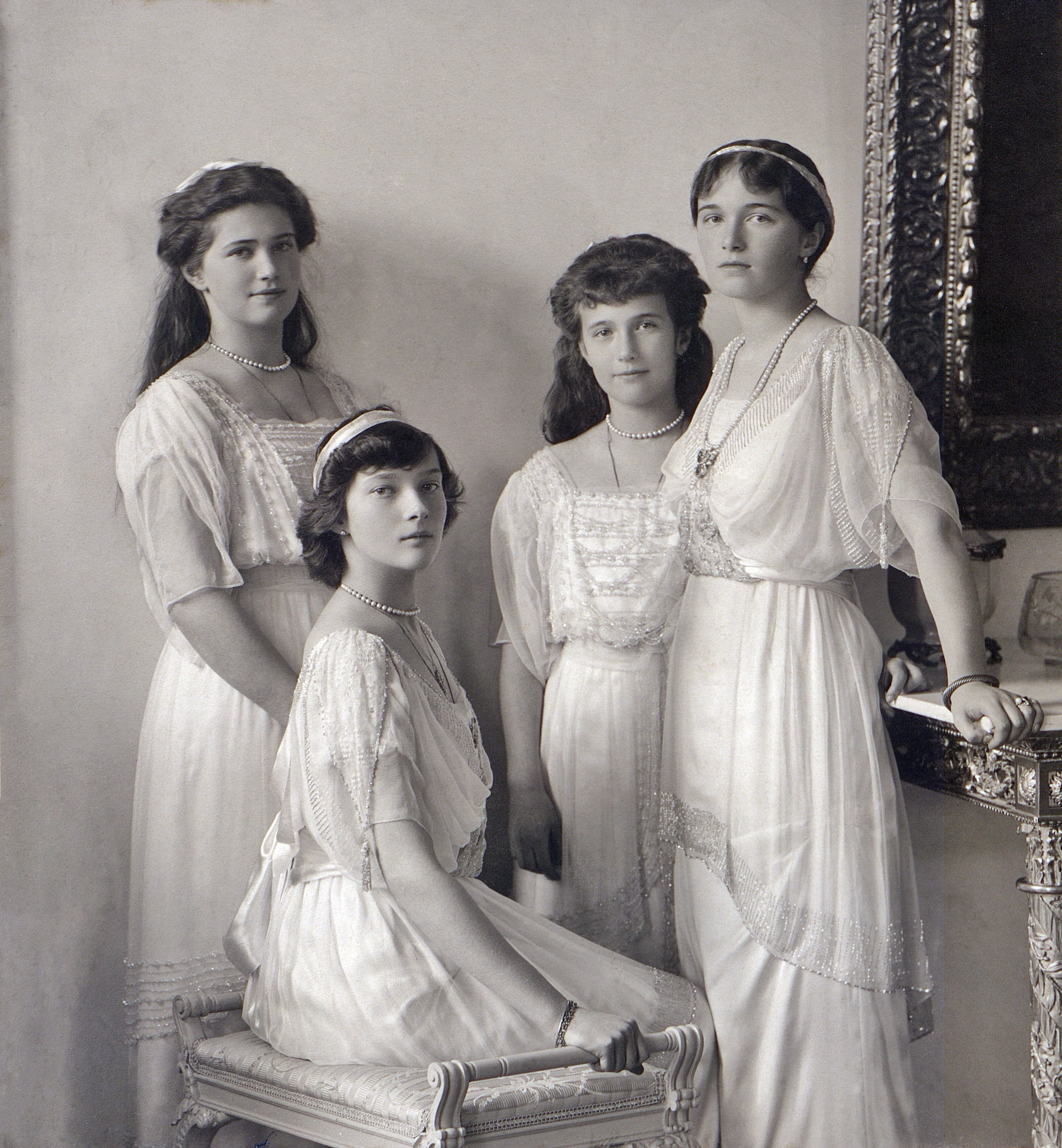
Portrait officiel des grandes-duchesses Olga, Tatiana, Maria et Anastasia en 1914.

En janvier 1914, le Premier ministre serbe Nikola Pašić remet une lettre au tsar dans laquelle le roi Pierre Ier exprime le désir que son fils le prince héritier Alexandre épouse l'une des grandes-duchesses,. Nicolas répond qu'il laisse ses filles décider avec qui se marier, mais qu'il a remarqué que le prince regardait souvent Tatiana lors de ses récents voyages à Saint-Pétersbourg. Il est également rapporté que la famille royale britannique veut la marier au prince de Galles, le futur Édouard VIII insistant sur le fait qu'il est impressionné par sa beauté et par la façon dont elle s'occupe de son jeune frère. Elle est toutefois trop jeune pour que ses parents envisagent sérieusement son mariage et les négociations prennent fin en raison du déclenchement de la Première Guerre mondiale.
Tatiana est au moins tombée amoureuse une fois. D'après un article de décembre 2004 du magazine Royal Digest, Peter Malama écrit dans son Journal que son cousin, Dimitri Yakovlevitch Malama, officier de cavalerie russe, a rencontré Tatiana quand il était blessé en 1914. Puis tard, il y a une romance entre Tatiana et le jeune homme lorsqu'il est nommé écuyer du régiment qui monte la garde à Tsarskoïe Selo. En septembre 1914, Dimitri Malama donne à Tatiana un bouledogue français, qu'elle nomme Ortino. « Pardonnez-moi pour le petit chien » écrit Tatiana à sa mère, le 30 septembre 1914. 
« Pour vous dire la vérité, quand il me demanda si je le voulais, j'ai juste répondu oui. Vous vous rappelez, j'ai toujours voulu en avoir un, et quand nous sommes rentrés à la maison, j'ai soudainement pensé que vous ne vouliez pas en avoir. Mais j'étais vraiment heureuse d'avoir tout oublié ». Le chien meurt rapidement, mais Malama le remplace par un chiot. Tatiana le garde avec elle jusqu'à Ekaterinbourg, où il meurt avec le reste de la famille impériale. Malama rend visite à la famille impériale dix-huit mois après avoir donné le premier chien à Tatiana. « Mon petit Malama est venu une heure hier soir » écrit Alexandra à Nicolas II, le 17 mars 1916. « Il a l'air plus l'air d'un adolescent qu'un homme et est resté un adorable garçon. Je dois dire qu'il serait un gendre parfait s'il voulait le devenir. Pourquoi choisir un prince étranger beaucoup moins agréable que lui ? ». Selon Peter Malama, Dimitri Malama est tué en août 1919 alors qu'il commande une unité de Russes blancs contre les bolcheviques, pendant la guerre civile en Ukraine.

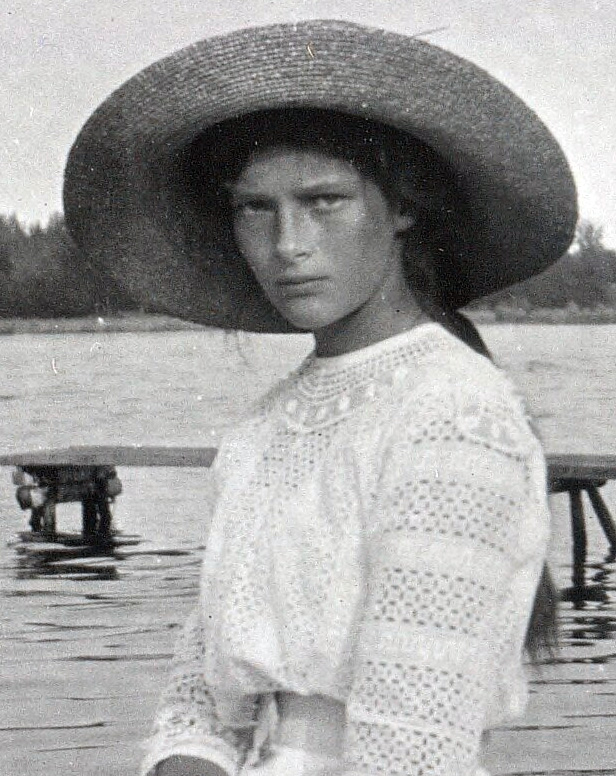
Tatiana en 1911.

Tatiana a également un faible pour un soldat nommé Vladimir Kiknadzé, un homme qu'elle soigne quand il est blessé en 1915 et en 1916, d'après le Journal de Valentina Ivanovna Tchebotareva, une infirmière qui travaille avec Tatiana pendant la guerre. Elle décrit comment Tatiana va s'asseoir quelques fois à côté de Volodia quand il joue du piano avec un doigt en lui parlant à voix basse et en prenant une expression mystérieuse. Valentina Tchebotareva décrit également comment Tatiana et sa sœur Olga inventent des excuses pour venir voir Volodia à l'hôpital. Valentina Tchebotareva pense que le fait que les grandes-duchesses et les officiers blessés flirtent ensemble peut causer une mauvaise réputation pour les filles, et provoquer  des rumeurs et des ragots.

### Révolution et captivité

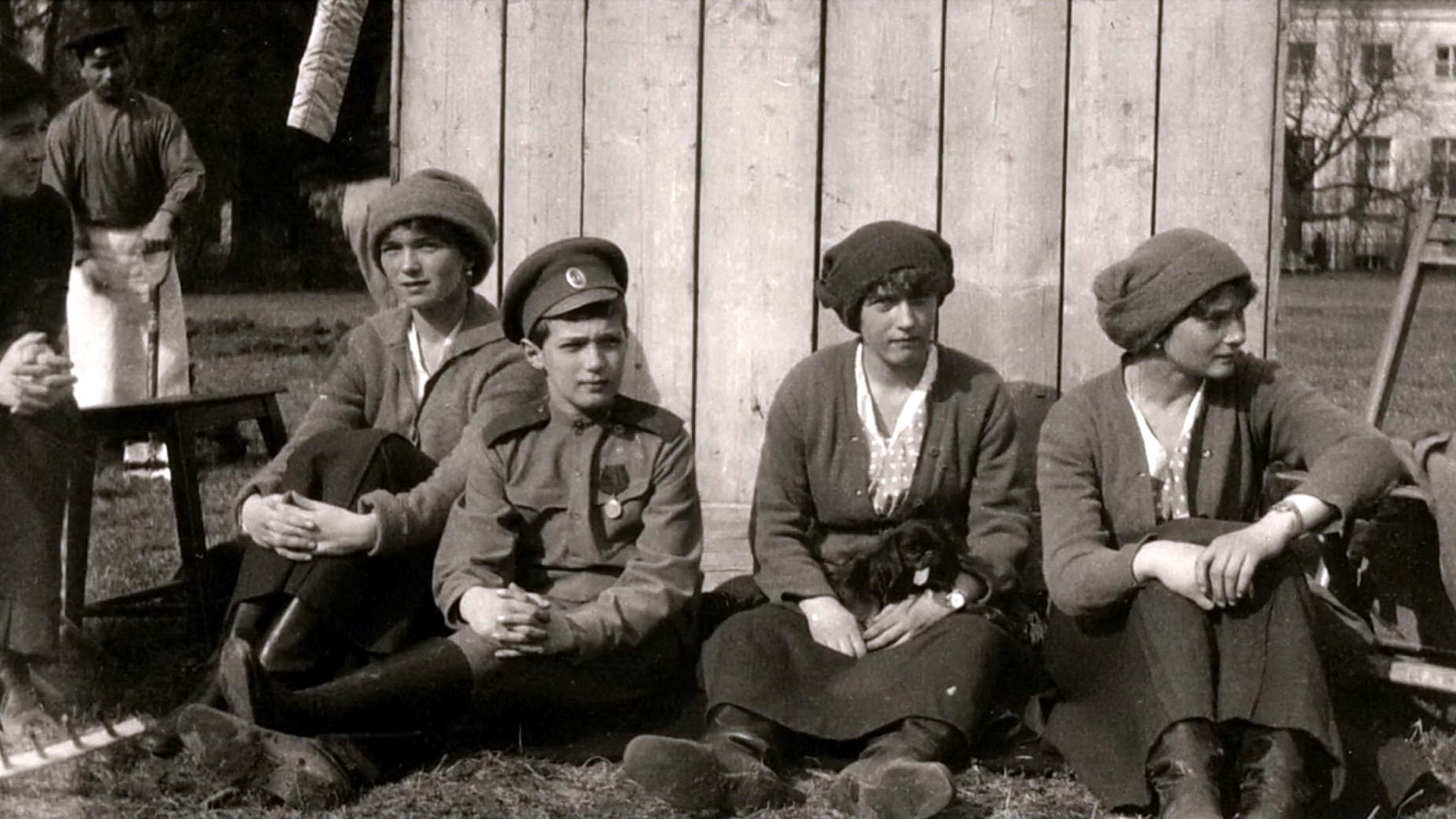
Les grandes-duchesses Olga, Anastasia et Tatiana et le tsarévitch Alexis en captivité à Tsarskoïe Selo, en 1917.

La famille impériale est arrêtée lors de la révolution russe de 1917 et emprisonnée d'abord à Tsarkoie-Selo, puis plus tard à Tobolsk, et pour terminer à Ekaterinbourg, en Sibérie. L'incertitude quant à leur survie change radicalement le comportement de Tatiana et de toute la famille. « C'est étrange de rester assis le matin, d'être en bonne santé et de ne pas aller faire des bandages aux soldats » écrit Tatiana dans une lettre adressée à Valentina Tchebotareva. En avril 1918, les bolcheviques déplacent Nicolas, Alexandra et Maria à Ekaterinbourg. Les autres restent à Tobolsk en raison de la crise d'hémophilie dont souffrait le jeune tsarévitch. C'est d'ailleurs Tatiana qui persuade sa mère « de cesser de se tourmenter » en accompagnant le tsar et de laisser Alexis à Tobolsk. Alexandra décide alors qu'elle partirait avec Nicolas et laisse le tsarévitch aux soins de Tatiana.
Durant le mois où elles sont séparées de leurs parents et de leur sœur, Tatiana, Olga, Anastasia et leurs suivantes cousent des bijoux et des pierres précieuses dans la doublure de leurs robes, dans l'espoir de les dissimuler aux gardes. Tatiana et ses sœurs sont traumatisées par leur transfert de Tobolsk à Ekaterinbourg sur le bateau à vapeur le Rouss, en mai 1918. Les grandes-duchesses y sont harcelées et bousculées par les gardes qui recherchent leurs bijoux. Le professeur d'anglais des filles, Sydney Gibbes, est hanté pendant le reste de ses jours par le souvenir des cris des grandes-duchesses et par son incapacité à les aider.
Pierre Gilliard, précepteur de Tatiana et de ses frère et sœurs, décrit dans son journal la dernière fois qu'il voit les enfants impériaux : « Je voulus sortir, mais je fus brutalement repoussé dans le wagon par la sentinelle. Je revins à la fenêtre. Tatiana s'avançait la dernière, portant son petit chien et traînant péniblement une lourde valise brune. Il pleuvait et je la voyais s'enfoncer à chaque pas dans la boue. Nagorny voulut se porter à son aide : il fut violemment rejeté en arrière par un des commissaires ».

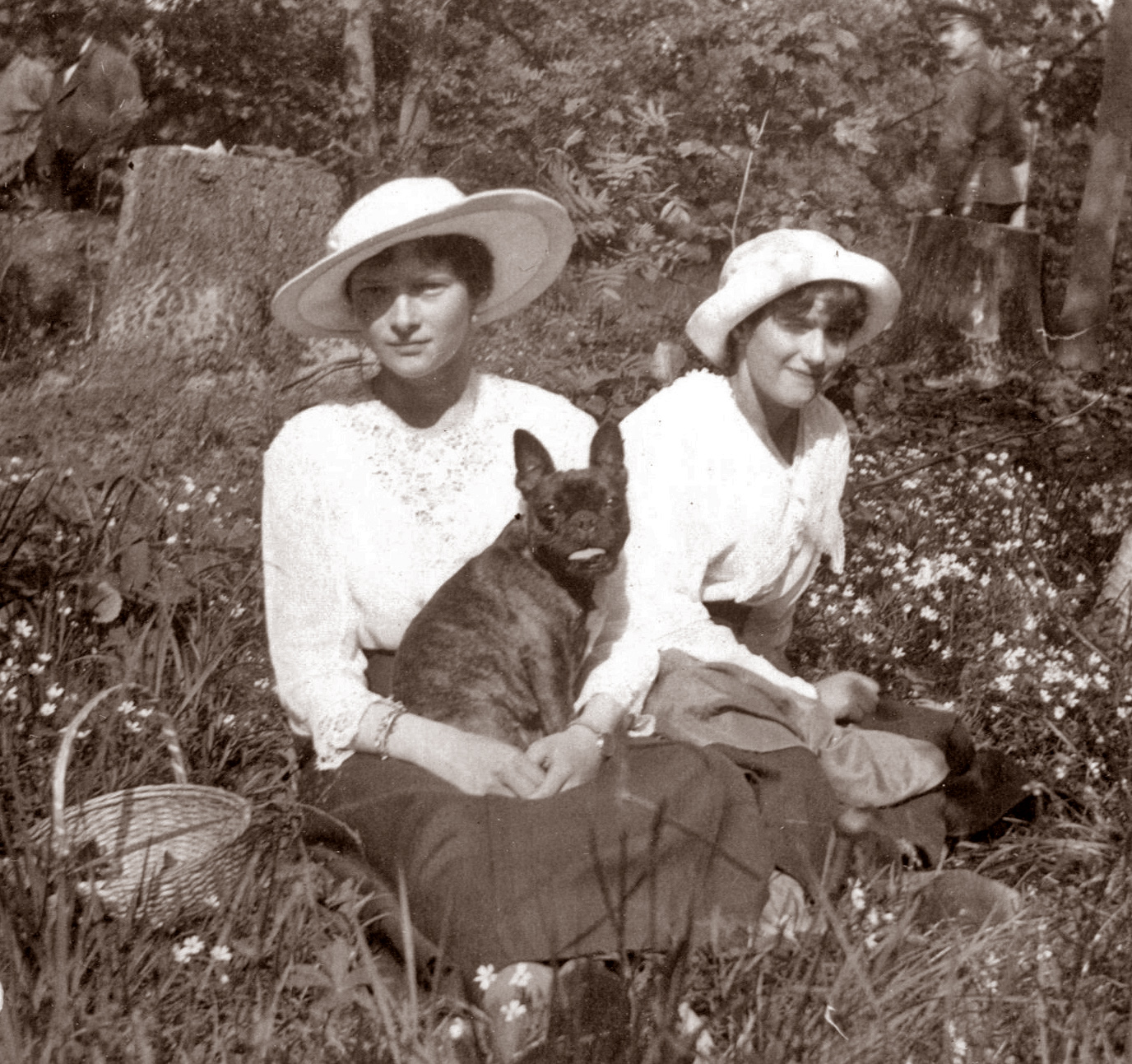
Les grandes-duchesses Tatiana et Anastasia, avec le chien de Tatiana, Ortino, lors de leur captivité à Tsarskoïe Selo en 1917.

À Ekaterinbourg, Tatiana va parfois avec ses sœurs discuter avec les gardes, leur pose des questions sur leur famille et leur parle de sa nouvelle vie en Angleterre une fois qu'elle sera libérée. Un jour, un des gardes fait une plaisanterie déplacée à la grande-duchesse. Tatiana est choquée et devient « pâle comme un cadavre ». Sa jeune sœur Maria gronde alors le garde pour son mauvais langage. Elle « aurait pu être agréable avec les gardes, s'ils avaient eu de meilleures manières » écrit un des gardes dans ses Mémoires. Tatiana, estimée comme la plus courageuse de la famille, se fait mener auprès de ses parents pour demander aux gardes le règlement ou pour être informée de ce qui allait arriver prochainement à la famille. Elle passe la plupart du temps assise avec sa mère et son frère malade, faisant la lecture à sa mère et jouant à des jeux pour passer le temps.
Cette prière écrite par les grandes-duchesses Olga et Tatiana, à Ekaterinbourg, est destinée à un ami et déposée dans un livre. Elle est découverte par des fidèles du tsar après la mort de la famille impériale en 1918 :

« Seigneur donne-nous, en ces jours tumultueux, la patience, afin que nous supportions la famine et la souffrance qui menacent dans notre pays. Dieu de vérité, la force dont nous avons besoin, donne-la nous afin que nous pardonnions à ceux qui nous torturent ; que nous portions la lourde charge de la croix sur nous ; que nous prenions comme exemple, le plus grand, celui de ton humilité. Lorsqu'ils nous pilleront et nous offenseront, lorsqu'ils nous mutileront et nous exploiteront, nous t'appellerons Christ-Sauveur. Aide-nous, afin que nous survivions à ces dures épreuves. Seigneur de ce monde, Dieu de toute création, nous te rendons grâce ; donne-nous la paix de l'âme, oh Seigneur, dans les moments les plus durs. Et au seuil de notre tombe, souffle ta puissance éternelle sur nous, tes enfants, afin de trouver la puissance, nous qui te prions dans l'humilité, ainsi que pour nos ennemis. »

Le 14 juillet 1918, des prêtres locaux d'Ekaterinbourg célèbre un service religieux privé pour la famille impériale et indique que la famille, contrairement à la coutume, tombe à genoux au cours de la prière aux morts. Le lendemain, le 15 juillet, Tatiana et ses sœurs apparaissent de bonne humeur, plaisantant entre elles et déplaçant les lits de leur chambre pour que les femmes de ménage puissent nettoyer le sol. Elles aident les femmes et discutent avec elles lorsque les gardes ne regardent pas. Elles leurs racontent à quel point elles apprécient l'effort physique et souhaitent en faire davantage dans la maison Ipatiev. Les quatre jeunes femmes portent de longues jupes noires et des chemisiers en soie blanche, les mêmes vêtements qu'elles portaient la veille. Leurs cheveux courts sont « ébouriffés et en désordre ». La dernière chose que Tatiana note dans son journal intime est un passage qu'elle recopie du livre d'un prêtre orthodoxe canonisé, le père Jean de Cronstadt : « Votre douleur est indescriptible, la douleur du Sauveur dans les jardins de Gethsémani pour les péchés du monde se joint à votre chagrin, vous y trouverez de la consolation ». Dans l'après-midi du 16 juillet 1918, la dernière journée de sa vie, Alexandra note dans son journal qu'elle est restée assise avec Tatiana et qu'elles ont lu les passages de la Bible consacrés à Amos et Abdias. Elles passent le reste de la journée à parler.
Alors que la famille dîne ce soir-là, Iakov Iourovski, le chef du détachement, entre et annonce que le garçon de cuisine et camarade de jeu d'Alexis, Leonid Sednev, âgé de quatorze ans, doit rassembler ses affaires et se rendre chez un membre de la famille. Le garçon est en fait envoyé dans un hôtel de l'autre côté de la rue parce que les gardes ne veulent pas le tuer avec la famille Romanov. La famille, ignorant tout du projet, est bouleversée et perturbée par l'absence de Sednev. Le Dr Evgueni Sergueïevitch Botkine et Tatiana se rendent ce soir-là au bureau de Iourovski, pour ce qui devait être la dernière fois, pour demander le retour du garçon de cuisine qui distrait Alexis pendant les longues heures de captivité. Iourovski les apaise en leur disant que le garçon reviendra bientôt, mais la famille n'est pas convaincue.

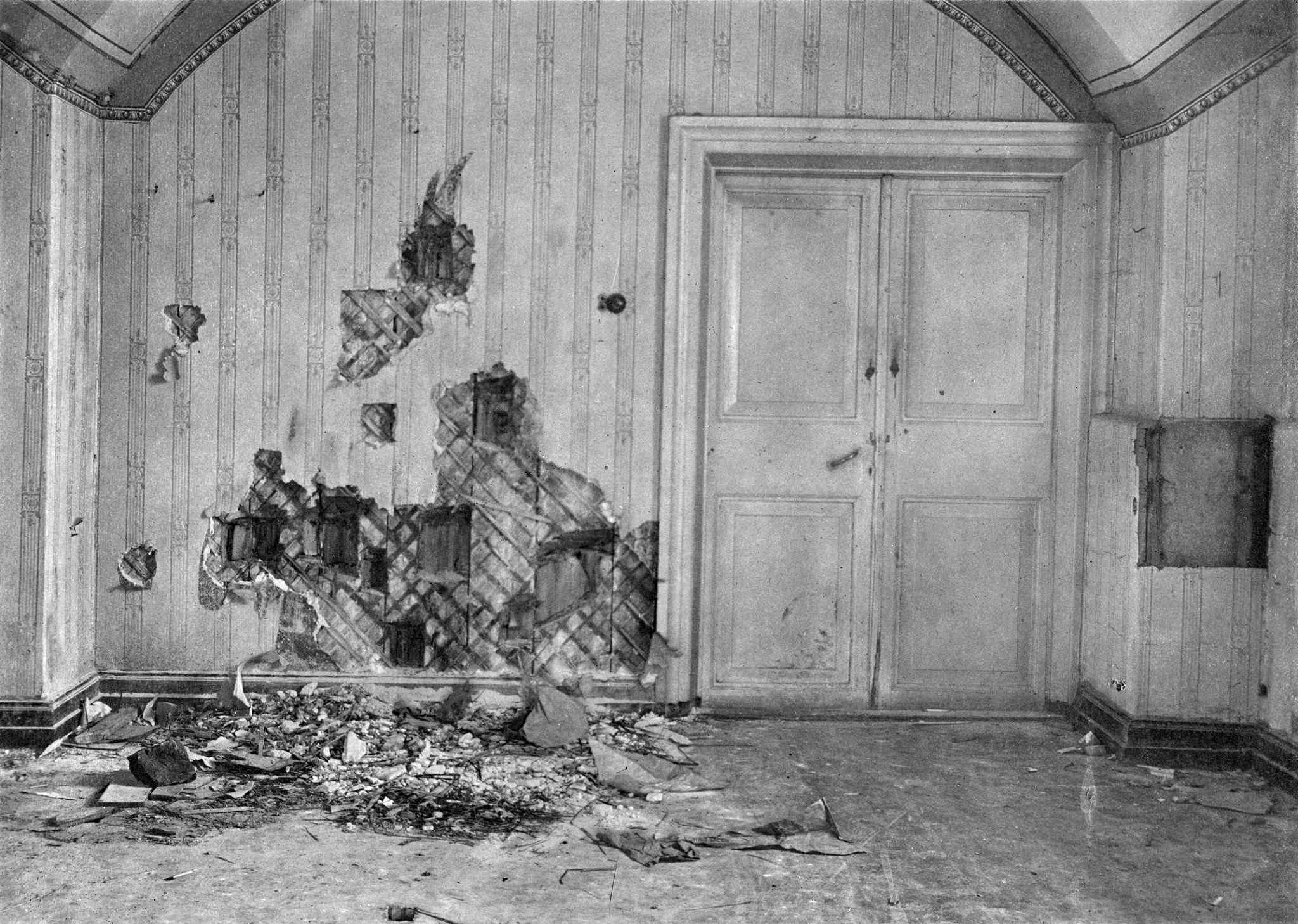
Le sous-sol où la famille Romanov a été assassinée.

Tard dans la nuit du 16 juillet, la famille est réveillée et il lui est ordonné de descendre au sous-sol de la maison parce qu'il y a des troubles dans la ville et qu'ils doivent être déplacés pour leur propre sécurité. La famille sort de sa chambre avec des oreillers, des sacs et d'autres objets pour mettre Alexandra et Alexis à l'aise. La famille s'arrête et se signe lorsqu'elle voit l'ourse et ses petits empaillés sur le palier. Nicolas annonce aux domestiques et à la famille : « Eh bien, nous allons sortir d'ici. ». Ils posent des questions aux gardes mais ne semblent pas soupçonner qu'ils vont être tués. Iourovski, qui a été photographe professionnel, demande à la famille de prendre différentes positions comme le ferait un photographe. Alexandra, qui s'est plainte du manque de chaises pour elle et Alexis, est assise à la gauche de son fils. Le tsar se tient derrière Alexis avec le Dr Botkin à sa droite, tandis que Tatiana et ses sœurs sont derrière Alexandra avec les serviteurs. Ils restent ainsi environ une demi-heure le temps que d'autres préparatifs soient effectués. Le groupe parle peu pendant ce temps, mais Alexandra chuchote aux filles en anglais, violant ainsi les règles du gardien, selon lesquelles elles ne doivent parler qu'en russe. Iourovski revient, leur ordonne de se lever et lit la sentence d'exécution. Olga et sa mère tentent de faire le signe de croix et le reste de la famille n'a que le temps de pousser quelques cris incohérents de choc ou de protestation avant que l'escadron, sous le commandement de Iourovski, ne commence à tirer aux premières heures du 17 juillet 1918.
La première salve de coups de feu tue le tsar, la tsarine et deux serviteurs, et blesse la grande-duchesse Maria, le Dr Botkin et la servante de l'impératrice, Anna Demidova. À ce moment-là, les hommes armés doivent quitter la pièce à cause de la fumée et des vapeurs toxiques de leurs armes et de la poussière de plâtre que leurs balles ont libérée des murs. Après avoir laissé la brume se dissiper pendant plusieurs minutes, les gardes reviennent. Le Dr Botkin est tué et un garde nommé Ermakov tente à plusieurs reprises de tirer sur le tsarévitch, mais échoue car des bijoux cousus dans les vêtements du garçon le protègent. Ermakov essaie de poignarder Alexis avec une baïonnette mais échoue encore, et finalement Iourovski tire deux coups de feu dans la tête du garçon. Iourovski et Ermakov s'approchent alors d'Olga et Tatiana, qui sont accroupies contre le mur du fond de la pièce, s'accrochant l'une à l'autre et criant le nom de leur mère. Ermakov poignarde les deux jeunes femmes avec sa baïonnette, mais a du mal à atteindre leur torse à cause des bijoux cousus dans leurs chemises. Les sœurs essaient de se lever, mais Tatiana est tuée sur le coup lorsque Iourovski lui tire une balle derrière la tête. Un instant plus tard, Olga meurt elle aussi quand Ermakov lui tire une balle dans la mâchoire,.

## Découverte des corps et canonisation
Des restes identifiés grâce à des tests ADN comme étant ceux des Romanov et de leurs serviteurs sont découverts dans les bois à l'extérieur d'Ekaterinbourg en 1991. Deux corps, ceux d'Alexis et de l'une de ses sœurs, généralement considérés comme étant Maria ou Anastasia, manquent encore. Le 23 août 2007, un archéologue russe annonce la découverte de deux squelettes partiellement brûlés sur un site près d'Ekaterinbourg qui semble correspondre à celui décrit dans les mémoires de Iourovski. Les archéologues déclarent que les ossements proviennent d'un garçon âgé d'environ douze à quinze ans et d'une jeune femme âgée d'environ quinze à dix-neuf ans. Anastasia avait dix-sept ans au moment de l'assassinat, tandis que Maria en avait dix-neuf ans et qu'Alexis allait avoir quatorze ans. Outre les deux corps, les archéologues trouvent « des éclats d'un récipient contenant de l'acide sulfurique, des clous, des bandes métalliques provenant d'une boîte en bois et des balles de différents calibres ». Les os sont retrouvés à l'aide de détecteurs de métaux et de tiges métalliques comme sondes.
Des tests préliminaires indiquent un « degré élevé de probabilité » pour que les restes appartiennent au tsarévitch et à l'une des grandes-duchesses, annoncent des médecins légistes russes le 22 janvier 2008 . Le 30 avril 2008, des médecins légistes russes annoncent que des tests ADN confirment que les restes appartiennent bien à Alexis et à l'une de ses sœurs. En mars 2009, le Dr Michael Coble du laboratoire d'identification ADN des forces armées américaines publie les résultats finaux, évalués par des pairs, des tests effectués sur les restes de 2007, les comparant avec ceux de 1991, concluant que toute la famille est bien morte ensemble en 1918. Des scientifiques autrichiens obtiennent les mêmes résultats. Cette découverte confirme que toute la famille du tsar a donc été retrouvée.
En 2000, Tatiana et sa famille sont canonisées comme porteuses de la passion par l'Église orthodoxe russe. La famille a déjà été canonisée en 1981 par l’Église orthodoxe russe hors frontières comme saints martyrs.
Les corps du tsar Nicolas II, de la tsarine Alexandra et de trois de leurs filles sont finalement inhumés dans la cathédrale Pierre-et-Paul de Saint-Pétersbourg le 17 juillet 1998, quatre-vingts ans après leur assassinat.